# Scorzoneroides montana
Il dente di leone montano (nome scientifico Scorzoneroides montana (Lam.) Holub, 1977) è una specie di pianta angiosperma dicotiledone della famiglia delle Asteraceae.

## Etimologia
Il nome generico (Scorzoneroides) è composto dall'unione di due voci: quella del nome del genere botanico Scorzonera L. e la parola greca eidos (= simile di aspetto); significa quindi simile alla Scorzonera. L'epiteto specifico (montana) fa riferimento alle aree di ritrovamento tipiche di questa specie.

Il binomio scientifico di questa pianta inizialmente era Leontodon montanus, proposto dal biologo, zoologo e botanico francese Jean-Baptiste de Lamarck (1744-1829), modificato successivamente in quello attualmente accettato Scorzoneroides montana proposto dal botanico ceco Josef Ludwig Holub (1930-1999) nella pubblicazione  "Folia Geobotanica & Phytotaxonomica. Prague. 12(3): 307" del 1977.

## Descrizione

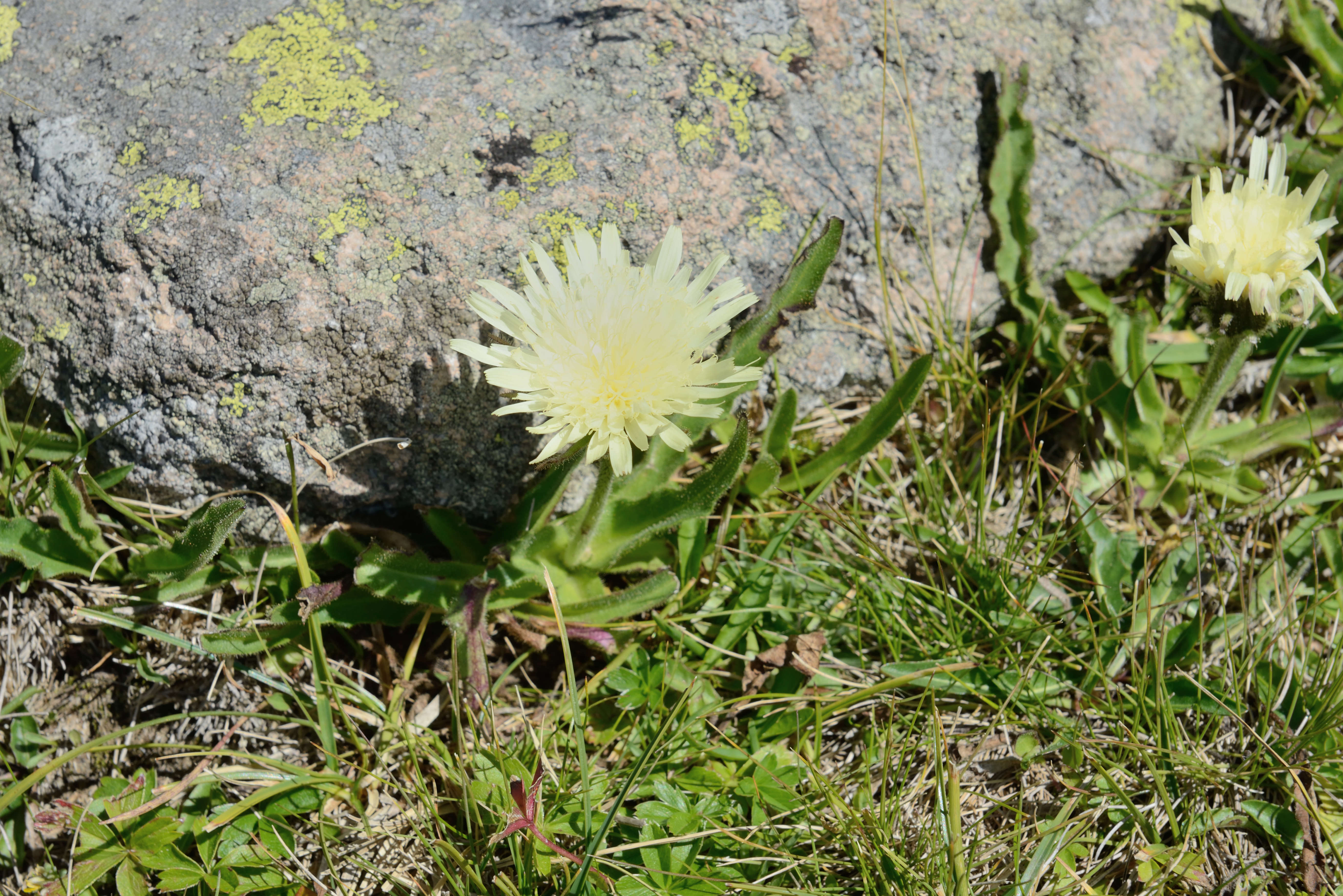
Il portamento

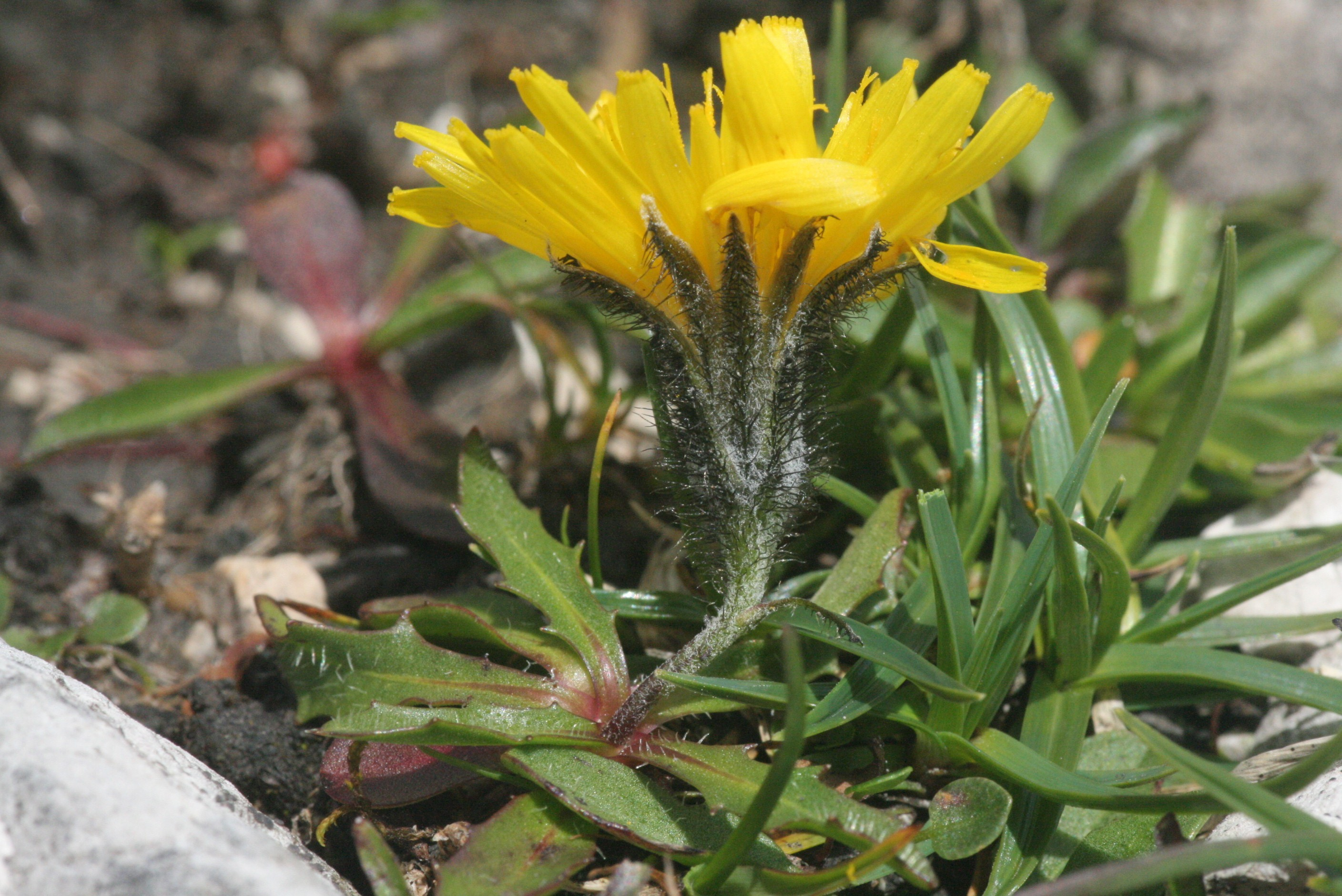
Le foglie

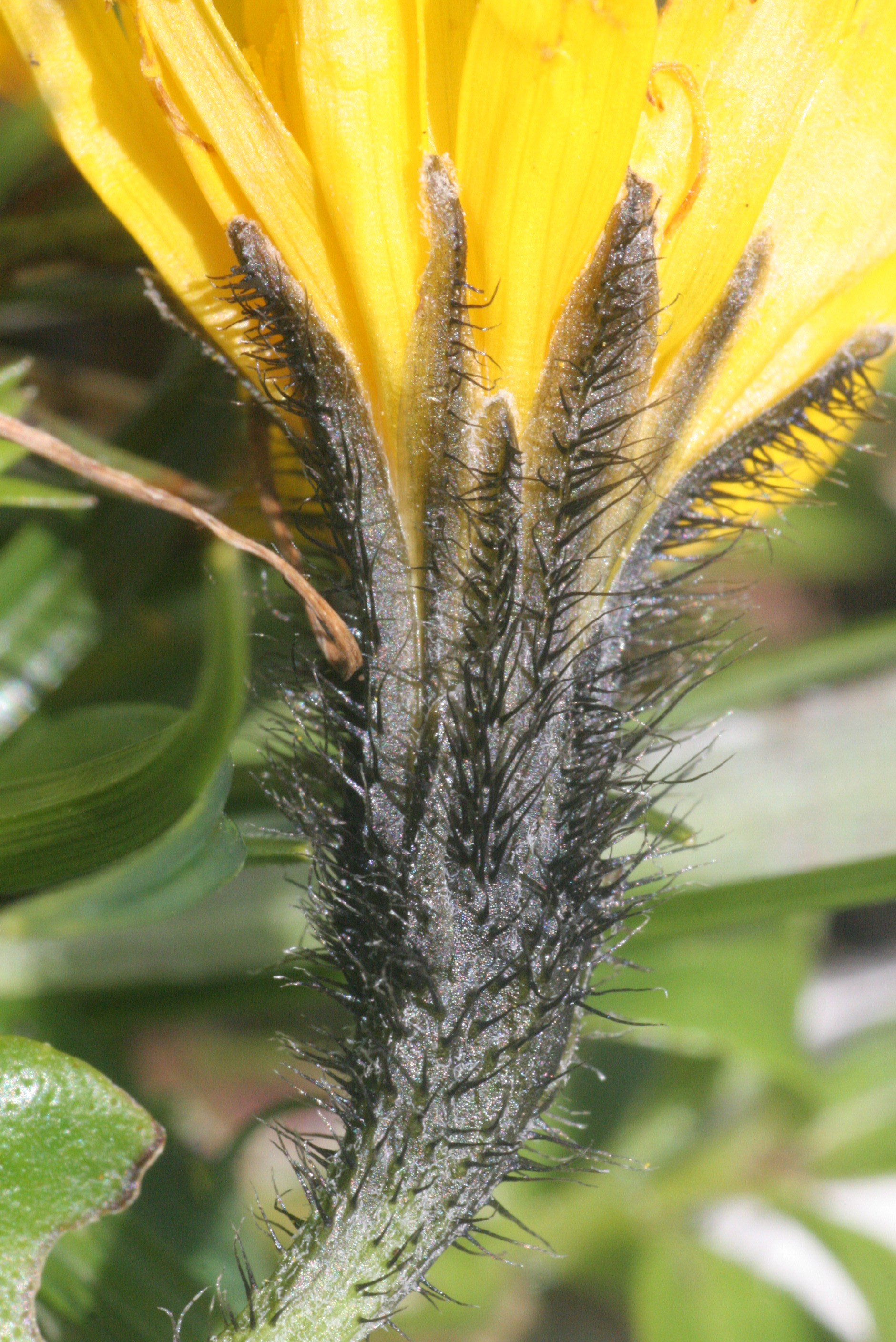
Infiorescenza

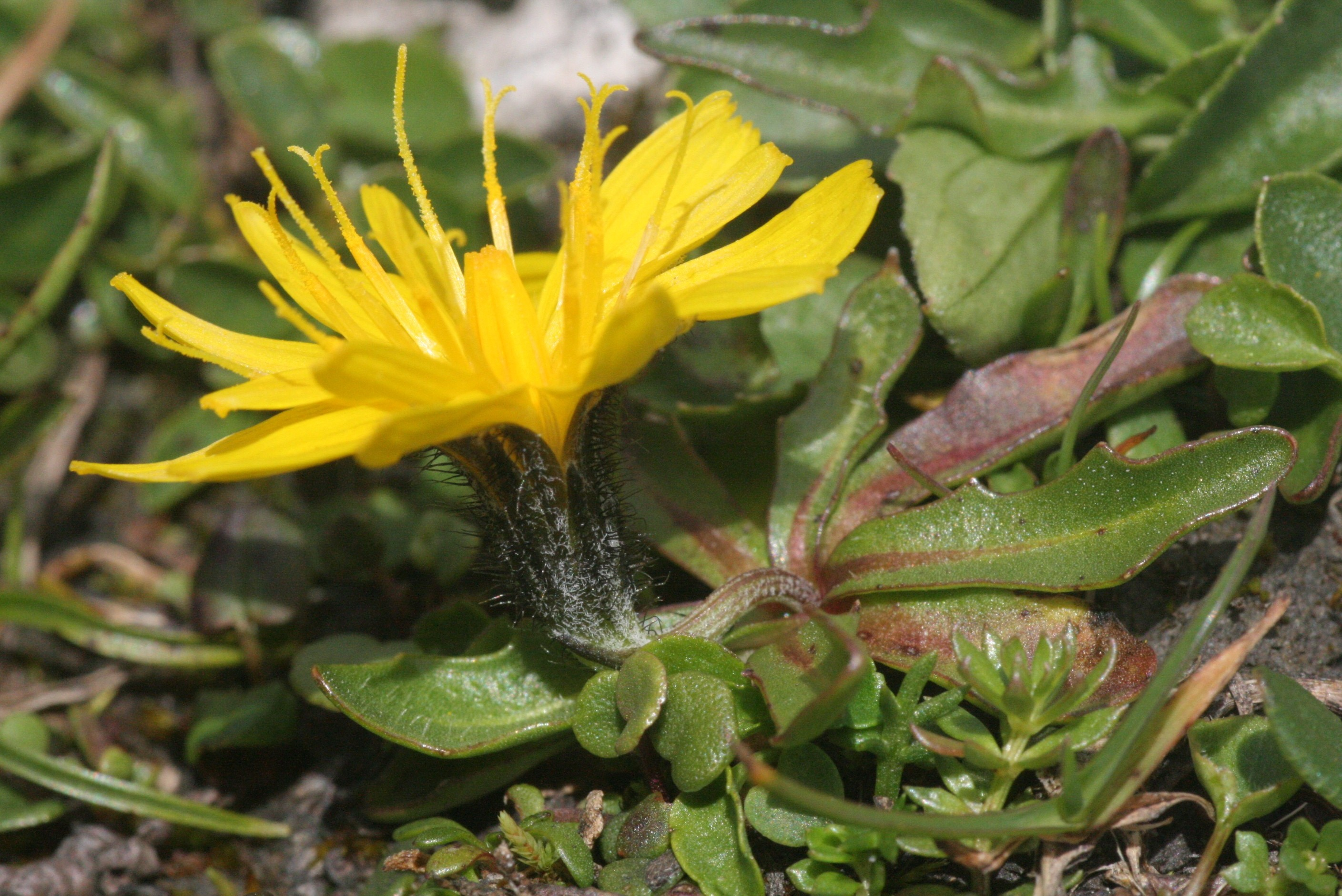
I fiori

Habitus. La forma biologica è emicriptofita rosulata (H ros), ossia sono piante perenni, con gemme svernanti al livello del suolo e protette dalla lettiera o dalla neve e con le foglie disposte a formare una rosetta basale.
Radici. Le radici sono secondarie da rizoma e si presentano fittamente intricate.
Fusto. 
- Parte ipogea: la parte sotterranea consiste in un robusto rizoma con andamento obliquo.
- Parte epigea: la parte aerea del fusto è eretta, ascendente e robusta. Il fusto è breve e supera di poco le foglie. Nella parte alta è ispido. Lo scapo generalmente è monocefalo. L'altezza di queste piante varia da 8 a 15 cm.

Foglie. Le foglie hanno una lamina di tipo lanceolato-spatolata. La superficie è glabra oppure ispida per peli semplici pluriseriati. Il bordo della lamina è dentato (dentatura generalmente poco pronunciata). Dimensione delle foglie : larghezza 1 – 2 cm; lunghezza 5 – 20 cm.
Infiorescenza. Le infiorescenze sono composte da capolini eretti anche prima dell'antesi.  I capolini sono formati da un involucro  a forma da più o meno da cilindrica a campanulata e composto da brattee (o squame) disposte su parecchie serie all'interno delle quali un ricettacolo fa da base ai fiori tutti ligulati. Le squame sono fittamente irsute per peli semplici e grossi nerastri composti da più serie di cellule; le squame si dividono in esterne e in interne, quelle esterne hanno delle forme da lanceolate a strettamente triangolari, quelle interne sono da lineari a strettamente lanceolate. Il ricettacolo è nudo (ossia privo di pagliette a protezione della base dei fiori). Diametro del capolino: 2,5 - 3,5 cm. Dimensioni dell'involucro: larghezza 5 mm; lunghezza 10 mm.
Fiore. I fiori (da 12 a 17) sono tutti del tipo ligulato (il tipo tubuloso, i fiori del disco, presente nella maggioranza delle Asteraceae, qui è assente), sono tetra-ciclici (ossia sono presenti 4 verticilli: calice – corolla – androceo – gineceo) e pentameri (ogni verticillo ha 5 elementi). I fiori sono ermafroditi e zigomorfi.
- Formula fiorale:

*/x K {\displaystyle \infty }, [C (5), A (5)], G 2 (infero), achenio
- Calice: i sepali del calice sono ridotti ad una coroncina di squame.
- Corolla: le corolle sono formate da un tubo e da una ligula terminante con 5 denti; il colore è giallo aranciato. Lunghezza della corolla: 12 – 17 mm.
- Androceo: gli stami sono 5 con filamenti liberi, mentre le antere sono saldate in un manicotto (o tubo) circondante lo stilo.[15] La base delle antere è acuta. Il polline è tricolporato.[16]
- Gineceo: lo stilo filiforme è giallo (anche dopo la disseccazione) e peloso sul lato inferiore; gli stigmi dello stilo sono due divergenti. La superficie stigmatica è posizionata internamente (vicino alla base).[17] L'ovario è infero uniloculare formato da 2 carpelli.
- Antesi: da luglio a settembre.

Frutti. I frutti sono degli acheni con pappo piumoso. L'achenio è lungo 8 mm. Il pappo è bianco-niveo; le setole sono disposte su due serie (quelle esterne sono più brevi di quelle interne).

## Biologia
- Impollinazione: l'impollinazione avviene tramite insetti (impollinazione entomogama tramite farfalle diurne e notturne).
- Riproduzione: la fecondazione avviene fondamentalmente tramite l'impollinazione dei fiori (vedi sopra).
- Dispersione: i semi (gli acheni) cadendo a terra sono successivamente dispersi soprattutto da insetti tipo formiche (disseminazione mirmecoria). In questo tipo di piante avviene anche un altro tipo di dispersione: zoocoria. Infatti gli uncini delle brattee dell'involucro si agganciano ai peli degli animali di passaggio disperdendo così anche su lunghe distanze i semi della pianta..

## Distribuzione e habitat
- Geoelemento: il tipo corologico (area di origine) è Alpico - Appenninico.
- Distribuzione: in Italia questa specie è presente al Nord (Alpi) e al Centro (Appennini); oltre confine, sempre nelle Alpi, è presente ovunque; si trova anche nei Pirenei e nelle Alpi Dinariche.
- Habitat: l'habitat tipico sono le ghiaie, i pendii franosi ed in soliflussione. Il substrato preferito è calcareo con pH basico, bassi valori nutrizionali del terreno che deve essere mediamente umido.[18]
- Distribuzione altitudinale: sui rilievi queste piante si possono trovare fra 1.800 a 3.000 m s.l.m.; frequentano quindi i seguenti piani vegetazionali: alpino e in parte quello subalpino.

## Tassonomia
La famiglia di appartenenza di questa voce (Asteraceae o Compositae, nomen conservandum) probabilmente originaria del Sud America, è la più numerosa del mondo vegetale, comprende oltre 23.000 specie distribuite su 1.535 generi, oppure 22.750 specie e 1.530 generi secondo altre fonti (una delle checklist più aggiornata elenca fino a 1.679 generi). La famiglia attualmente (2021) è divisa in 16 sottofamiglie.
Il genere Scorzoneroides comprendente 22 specie, 5 delle quali sono presenti nella flora spontanea italiana.
Il basionimo per questa specie è: Leontodon montanus Lam..

### Filogenesi
Il genere di questa voce appartiene alla sottotribù Hypochaeridinae della tribù Cichorieae (unica tribù della sottofamiglia Cichorioideae). In base ai dati filogenetici la sottofamiglia Cichorioideae è il terz'ultimo gruppo che si è separato dal nucleo delle Asteraceae (gli ultimi due sono Corymbioideae e Asteroideae). La sottotribù Hypochaeridinae fa parte del "quarto" clade della tribù; in questo clade è posizionata nel "core" del gruppo , vicina alle sottotribù Crepidinae e Chondrillinae.
Il nucleo della sottotribù Hypochaeridinae è l'alleanza Hypochaeris-Leontodon/Picris e formano (insieme ad altri generi minori) un "gruppo fratello". Rispetto a precedenti raggruppamenti delle Hypochaeridinae, diversi generi sono stati esclusi dalla circoscrizione rivista sulla base di recenti analisi filogenetiche molecolari. Il gruppo attualmente si presenta monofiletico (a parte l'enigmatica Prenanthes purpurea attualmente descritta nelle Lactucinae). Il genere di questa voce (Scorzoneroides), nell'ambito della sottotribù occupa una posizione intermedia ed è fratello" del "core" della sottotribù formato dai generi Leontodon, Picris e Helminthotheca.
Dalle analisi risulta che il genere Scorzoneroides è suddiviso in due subcladi. Il "subclade 1" comprende specie perenni e annuali distribuite dall'Europa alla Siberia occidentale; il subclade 2 comprende esclusivamente specie perenni, tipicamente monocefale (gli steli fioriti non sono ramificati) con habitat situati principalmente nelle montagne temperate europee. La specie di questa voce appartiene al secondo gruppo distribuito dalla Alpi fino ai Carpazi.
I caratteri distintivi per la specie di questa voce sono:
- le foglie sono alate;
- gli scapi sono ingrossati sotto il capolino;
- l'involucro è villoso per peli minori di 1 mm (bianco-grigiastri o neri);
- il colore del pappo è bianco-niveo.

Il numero cromosomico di S. montana è: 2n = 12..

### Sottospecie
Per questa specie sono descritte alcune sottospecie, tre delle quali sono presenti nella flora spontanea italiana. Non tutte le checklist presentano lo stesso elenco di sottospecie (vedi tabella):

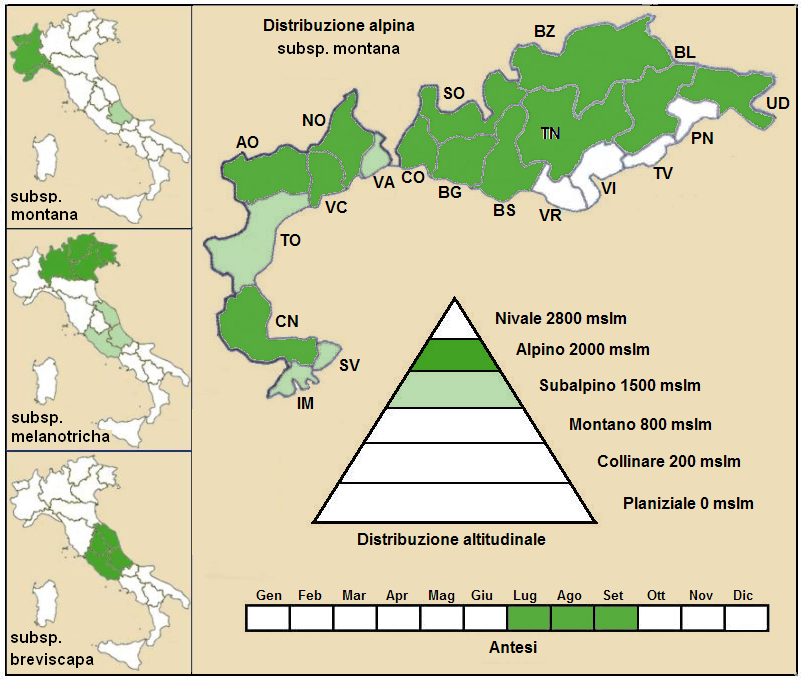
Distribuzione della pianta
(Distribuzione regionale – Distribuzione alpina)

| Sottospecie   | "Flora d'Italia" | "Royal Botanic Gardens KEW"      | "Cichorieae Portal"             | "Flora alpina"                                         | "An annotated checklist of the Italian Vascular Flora" |
| ------------- | ---------------- | -------------------------------- | ------------------------------- | ------------------------------------------------------ | ------------------------------------------------------ |
| montana       | descritta        | descritta                        | descritta                       | descritta come Leontodon montanus subsp. montanus      | descritta come Leontodon montanus subsp. montanus      |
| melanotrica   | descritta        | sinonimo della subsp. breviscapa | descritta                       |                                                        | descritta come Leontodon montanus subsp. melanotrichus |
| breviscapa    | descritta        | descritta                        | descritta                       |                                                        | descritta come Leontodon montanus subsp. breviscapus   |
| illyrica      |                  | sinonimo della subsp. breviscapa | descritta                       |                                                        |                                                        |
| montaniformis |                  | descritta                        | descritta come S. montaniformis | descritta come Leontodon montanus subsp. montaniformis |                                                        |

Le sottospecie in dettaglio:

#### Sottospeciemontana
- Nome scientifico: Scorzoneroides montana subsp. montana.
- Descrizione: i peli dell'involucro sono grigio-chiari; i fiori sono colorati di giallo-dorato.
- Distribuzione: Valle d'Aosta, Piemonte e Liguria.
- Fitosociologia.

- Areale alpino: dal punto di vista fitosociologico alpino Scorzoneroides montana appartiene alla seguente comunità vegetale:

Formazione: delle comunità delle fessure, delle rupi e dei ghiaioni
Classe: Thlaspietea rotundifolii
Ordine: Thlaspietalia rotundifolii
Alleanza: Thlaspion rotundifolii
- Areale italiano: per l'areale completo italiano Scorzoneroides montana appartiene alla seguente comunità vegetale:

Macrotipologia: vegetazione casmofitica, glareicola ed epifitica
Classe: Thlaspietea rotundifolii Br.-Bl., 1948
Ordine: Thlaspietalia rotundifolii Br.-Bl. in Br.-Bl. & Jenny, 1926
Alleanza: Thlaspion rotundifolii Jenn-Lips, 1930
Descrizione. L'alleanza Thlaspion rotundifolii è relativa alle comunità che si sviluppano sui conoidi di natura carbonatica dal piano subalpino a quello nivale delle Alpi.
Specie presenti nell'associazione: Thlaspi rotundifolium, Papaver alpinum, Saxifraga sedoides, Pritzelago alpina, Cerastium carinthiacum, Achillea oxyloba, Achillea atrata, Poa minor, Scorzoneroides montana, Linaria alpina, Doronicum grandiflorum, Galium helveticum, Trisetum distichophyllum, Silene alpina, Chrysanthemum atratum, Athamanta cretensis, Cystopteris regia, Poa cenisia, Valeriana montana, Rumex scutatus, Adenostyles glabra, Gypsophila repens e Saxifraga macropetala.

#### Sottospeciemelanotricha
- Nome scientifico: Scorzoneroides montana subsp. melanotricha (Vierh.) Gutermann, 2006.
- Descrizione: i peli dell'involucro sono grigio-scuri o neri; i fiori sono colorati di giallo-dorato.
- Distribuzione: Alpi Orientali.
- Fitosociologia - Areale italiano: per l'areale completo italiano Scorzoneroides montana appartiene alla seguente comunità vegetale:[26]

Macrotipologia: vegetazione casmofitica, glareicola ed epifitica. 
Classe: Thlaspietea rotundifolii Br.-Bl., 1948
Ordine: Thlaspietalia stylosi Avena & Bruno, 1975
Alleanza: Linario-Festucion dimorphae Avena & Bruno, 1975
Descrizione. L'alleanza Linario-Festucion dimorphae è relativa alle comunità dei ghiaioni mobili, calcarei, diffuse dalle Alpi Apuane al Pollino. L’alleanza, caratterizzate dalla netta dominanza delle emicriptofite e con un buon contingente di camefite, è endemica nell’Appennino calcareo.
Specie presenti nell'associazione: Festuca dimorpha, Cerastium tomentosum, Galium magellense, Isatis apennina, Robertia taraxacoides, Heracleum sphondylium, Drypis spinosa, Rumex scutatus, Saxifraga aizoides, Carduus chrysacanthus, Scorzoneroides montana subsp. melanotricha, Lamium garganicum, Euphorbia cyparissias, Cymbalaria pallida e Doronicum columnae.

#### Sottospeciebreviscapa
- Nome scientifico: Scorzoneroides montana subsp. breviscapa (DC.) Greuter, 2006.
- Descrizione: gli scapi sono gracili, le foglie sono sottili e la pelosità sugli involucri è ridotta o quasi nulla e comunque è nera; i fiori sono colorati di giallo-zafferano.
- Distribuzione: Appennini Settentrionali; fuori dall'Italia si trova in Svizzera, Austria, Germania e penisola Balcanica.

#### Altre sottospecie
- Scorzoneroides montana subsp. illyrica (K.Malý) Zidorn, 2008 - Distribuzione: Penisola Balcanica.
- Scorzoneroides montana subsp. montaniformis (Widder) Seybold, 2011 - Distribuzione: Austria.

### Ibridi
Nell'elenco seguente sono indicati alcuni ibridi interspecifici:
- Scorzoneroides × hugueninii (Brügger) B.Bock: ibrido con la specie Scorzoneroides pyrenaica (Gouan) Holub .
- Scorzoneroides × jouffroyi (Rouy) B.Bock: ibrido con la specie Scorzoneroides pyrenaica (Gouan) Holub .
- Scorzoneroides × lannesii (Rouy) B.Bock: ibrido con la specie Scorzoneroides autumnalis (L.) Moench .

### Sinonimi
Questa entità ha avuto nel tempo diverse nomenclature. L'elenco seguente indica alcuni tra i sinonimi più frequenti:
Sinonimi della sottospecie breviscapa
- Leontodon croceus var. breviscapus DC.
- Leontodon illyricus  K.Malý
- Leontodon montanus f. melanotrichus  Vierh.
- Scorzoneroides illyrica  (F.Malý) Holub
- Scorzoneroides montana subsp. illyrica  (K.Malý) Zidorn
- Scorzoneroides montana subsp. melanotricha  (Vierh.) Gutermann

Sinonimi della sottospecie montanus
- Leontodon montanus Lam.

Sinonimi della sottospecie montaniformis
- Leontodon montaniformis  Widder
- Leontodon montanus subsp. montaniformis  (Widder) Finch & P.D.Sell
- Scorzoneroides montaniformis  (Widder) Gutermann

## Altre notizie
Il dente di leone montano in altre lingue è chiamato nei seguenti modi:
- (DE)  Berg-Milchkraut, Berg-Löwenzahn
- (FR)  Liondent des montagnes